# Pillar
Pillar — християнський рок-гурт із міста Тулса, штат Оклахома, США. Був номінований на премію Греммі за альбом The Reckoning у 2008 році.

## Історія групи

### Ранні роки— репкор-період (1998—2004)
Я відчуваю Бога настільки близько, наскільки далеко від Нього знаходжуся.
— казав учасник гурту Роб Баклі.
Pillar почали своє існування з 1998 року в містечку Хейс, штат Канзас. У цей час вокаліст Роб Баклі і бас-гітарист Калелла (справжнє ім'я Майкл Уіттінг) подумували про створення групи із зоряним майбутньому. Засновник групи, Роб, свого часу слухав Beastie Boys, що багато в чому вплинуло на його манеру читки. У деяких альбомах є пісні, в яких використовується реп-читка, приміром, Fireproof або Just To Get By. Але через відмінних вокальних даних Роб нерідко розбавляє пісні мелодійністю.
Через деякий час після заснування група переїжджає в Тулса, місто, відомий своїми християнськими інститутами.
1 липня 1999 група випускає дебютний альбом Metamorphosis з обмеженим тиражем в 1000 копій. Через деякий час на місце минулого гітариста Дастіна Адамса приходить Тревіс Дженкінс.
Через рік був записаний незалежний реліз Original Superman. Цей EP сподобався молодому й амбітному рок-лейблу Flicker Records.
Уже в студії цієї звукозаписної компанії був записаний альбом Above, розпроданих загальним тиражем в 50 000 копій. Альбом удостоївся премії Dove awards в категорії «Найкращий важкий альбом» у 2001 році, а хіти «Live For Him», «Original Superman» і «Open Your Eyes» постійно крутилися на місцевих радіочартах.
Але, попри той успіх, Дженкінс залишив групу, а на місце гітариста прийшов Ной Хенсон.
Pillar могли припинити своє існування після трагічних подій 11 вересня 2001 року, оскільки Роб Баклі був покликаний до мобілізації для відправки до Афганістану, оскільки перебував у резерві Армії США. Відрядження засновника і фронтмена групи була скасована, хоча сам він не боявся виконувати військовий обов'язок, оскільки ріс і виховувався по військової дисципліни в родині, де батько був армійським сержантом.
Навесні 2002-го за підсумками GMA хіт «Live For Him» відзначили премією Dove Awards у категорії «Найкраща важка пісня». Тим часом групу покинув Бред Нун, присвятивши свій час сім'ї. На вакантне місце ударника прийшов Лестер Естел, брат Брендона Естела — барабанщика Superchick.
У цьому ж році вийшов альбом Fireproof, який продюсував Тревіс Вайрік, що працював раніше з Gretchen, Disciple і Тобі Мак. За підсумками 2002-го однойменний хіт Fireproof став піснею року на радіо CR, а Echelon дістався до вершини чарту R & R's CBA Rock. Успіх на радіо станціях також мали пісні A Shame і Further From Myself. Головний хіт «Fireproof» увійшов в саундтрек до гри MLB 2005, а про групу та її альбомі заговорили сторінки журналів Rolling Stone, Spin, Hit Parader та багатьох інших.
Pillar, пробившись у мейнстрім, відіграли ряд концертних шоу з Korn, Taproot, Evanescence, Mudvayne, Life of Agony, Chevelle, Powerman 5000 та Sevendust. З групою почав співпрацювати менеджер P.O.D та Blindside Тім Кук. Почавши великий тур See Spot Rock, Pillar відіграли ряд концертів за підтримки Kids in the Way, Skillet та Disciple.
Альбом Fireproof відзначений премією Dove Awards в категорії «Найкращий важкий альбом» і став одним із найпродаваніших християнських рок-альбомів 2003 року.

### Період альтроку (2004— теперішній час)
Що вийшов пізніше альбом Where Do We Go From Here не вийшов таким же успішним, як його попередник, оскільки замість очікуваного реп-металу фани групи отримали постгранж, приправлений хард-роком. Хіти Bring Me Down і Frontline були пущені в ротацію на MTV2 і мали успіх на радіо. За період 2004-го Pillar відіграли безліч турів, де перетиналися з Project86, Subseven, Falling Up, Skillet, Grits, Big Dismal та іншими.
Знайшовши вільний час, учасники групи підтримали програму християнської організації XXXChurch, що займається боротьбою з порнографією в мережі-Інтернет. Роб в юності сам мав проблеми із захопленням порнографією і позбувся цього тільки після повного посвячення Богу, тому проблема, проти якої виступали XXXChurch, була йому знайома.
2006 року Pillar випустили обмеженим тиражем в 10.000 копій реліз Nothing Comes For Free, в який було включено чотири треки з живих виступів, ремікс на Everything і два анреліза — Dangerous і Our Escape.
Поки до виходу готувався новий номерний альбом, Pillar разом із The Chariot, Maylene and the Sons of Disaster вирушили в тур Guilty by Association, який проводили P.O.D. на захист свого альбому Testify.
На подив самої групи, за опитуваннями читачів журналу CCM Magazine вони, тобто Pillar, були названі «Найкращою важкої групою» 2006 року.
3 жовтня 2006-го новий альбом The Reckoning, нарешті, вийшов. Робота над ним велася близько року, і спеціально для релізу було записано близько 20 пісень, з яких потім були відібрані найкращі. Цього разу не мало зусиль до написання пісень доклав Ной Хенсон, а для того, щоб перейнятися духовної й одночасно філософською лірикою, хлопці слухали альбом American V Джонні Кеша.
У лютому 2008 року група випускає альбом For the Love of the Game і починає давати концерти в турі, який отримав назву «For the Love of the Fans». У тому ж році Pillar залишають Лестер і Калелла.
У 2009 році басистом стає Річ Джілліланд, барабанщиком — Тейлор Керолл. 22 вересня виходить новий альбом під назвою Confessions